# Fernando Melo da Costa
Fernando Melo da Costa (Cruzeiro do Sul, 20 de agosto de 1958), é um economista, advogado e político brasileiro. Durante 13 anos foi funcionário de carreira do Banco do Brasil. Na gestão do prefeito Jorge Viana (1993 a 1996) foi secretário municipal de Administração de Rio Branco.
Em 1999 assumiu a direção do Departamento Estadual de Trânsito. Em 2002 elegeu-se deputado estadual. Foi secretário de Justiça e Segurança Pública nos dois mandatos de Viana no governo estadual de 2001 a 2002 e de 2003 a 2005.  Elegeu-se deputado federal em 2006, com 18.385 votos, assumindo o mandato em fevereiro de 2007.
Em Fevereiro de 2010 anunciou sua desistência de concorrer a um mandato ao senado, aceitando convite do partido para reforçar a chapa para a Câmara Federal.

## Atuações na Câmara
- Membro titular da Comissão de Segurança Pública e Combate ao Crime Organizado,  suplente na Comissão de Agricultura, Pecuária, Abastecimento e Desenvolvimentto Rural, titular na Comissão de Amazônia, Integração e Desenvolvimento Regional.

- Presidente da Frente Parlamentar Brasil-Bolívia e da Frente Parlamentar de Modernização da Aduana.

- Assumiu em 7 de outubro de 2009 a coordenação da Bancada Federal do Acre.

- Também integra a Câmara Setorial da Borracha, no âmbito da Comissão de Agricultura.[2]

## Gastos de campanha
- Valor máximo de gastos na campanha 2006 declarado ao TSE: R$ 400.000.

- Bens declarados ao TSE (2006):

1. - Chacara localizada no km 06 da rodovia Rio Branco-Porto Acre- R$ 15.000.00
2. - Fiat Tempra 1997 - R$ 12.000.00
3. - Imóvel uUrbano localizado Na Rua Tapajós, em Rio Branco - R$ 18.000.00
4. - Residência situada na Alameda Das Magnólias Nº 211 - R$ 100.000.00
5. - Sala Número 304, no Centro Empresarial Rio Branco - R$ 40.000.00
6. - Veículo automotor L-200 - Ano 2000 - R$ 46.000.00[3]